# Ulf Sundqvist
Pour les articles homonymes, voir Sundqvist.
Ulf Sundqvist (né le 22 février 1945 à Sipoo et mort le 22 avril 2023 à Helsinki) est un banquier et homme politique finlandais,,.

## Biographie
En 1963, Ulf Sundqvist entre à l'université et en 1966, il obtient une maîtrise en sciences politiques de l'Université d'Helsinki. 
En 1982, l'Université de Kuopio a décerné à Sunqvist le titre de docteur honoris causa en philosophie.

### Carrière professionnelle
De 1982 à 1991, Ulf Sundqvist est directeur général de la Banque d'épargne des travailleurs de Finlande.
Il a sa propre entreprise, Navinor Oy, dont le domaine d'activité est le conseil en gestion et le développement d'entreprise.
À l'automne 2010, Ulf Sundqvist a rejoint Kreab Gavin Anderson (fi) en tant que conseiller principal en relations d'entreprise, relations publiques et communications financières.
Il est également conseiller de la famille Rothschild depuis 2010.

### Criminalité financière
En 1993, Ulf Sundqvist est accusé de fraude (accusations dont il a ensuite été blanchi) et il a dû démissionner de son poste de président.
Dans un procès civil, il a été tenu financièrement responsable de la disparition de la Banque d'épargne des travailleurs de Finlande et a été condamné à payer des dommages-intérêts. 
Cependant, il a esquivé ce paiement en gardant intentionnellement plusieurs comptes à découvert. 
En conséquence, il a été reconnu coupable de malhonnêteté aggravée de débiteur et condamné à rembourser 16,4 millions de FIM, dont seulement 1,2 million de FIM seront récupérés.
En 1997, Arja Alho abusera de son autorité en tant que deuxième ministre des Finances pour réduire les passifs financiers d'Ulf Sundqvist, ce qui conduira à sa démission.
Ulf Sundqvist a aussi été inculpé avec son frère Björn dans un autre procès.
Les chefs d'inculpation étaient détournement de fonds aggravé, d'escroquerie aggravée et de complicité d'escroquerie. Cependant, les charges ont été rejetées le 23 juin 1999 et le procureur général a confirmé la décision du tribunal de district. En 2015, il revient sur ces faits et affirme avoir été la victime d'une machination politique.

### Carrière politique
Ulf Sundqvist est député SDP de la circonscription d'Uusimaa du 23 mars 1970 au 25 mars 1983,.
Il est ministre de l'Éducation des gouvernements Paasio II (23 février 1972 – 3 septembre 1972) et Sorsa (4 septembre 1972 – 31 mai 1974 puis 9 septembre 1974 – 12 juin 1975).
Il est aussi ministre du Commerce et de l'Industrie du gouvernement Koivisto II (26 mai 1979 – 30 juin 1981),.

## Publication
- (fi) Sundqvist, Ulf, Kärpäsjahti, Porvoo, WSOY, 2000 (ISBN 978-951-0-24229-2).